# El baisano Jalil
El baisano Jalil es una película mexicana dirigida por Joaquín Pardavé, quien además compartió créditos como actor con Sara García, Emilio Tuero y Mimí Derba, entre otros.  Fue filmada en 1942, durante la época de oro del cine mexicano. Como resultado de este trabajo, Joaquín Pardavé alcanzó la cúspide de su fama.
La película es un melodrama que trata sobre una familia mexicana de abolengo cuya economía se ha visto gravemente mermada, situación que obliga al jefe de la familia, Guillermo Veradada, a solicitar préstamos al inmigrante y comerciante libanés Jalil Farad, quien por su parte intenta integrarse a la sociedad mexicana. A pesar de la ayuda recibida, los miembros de la familia Veradada rechazan inicialmente a los Farad por considerarlos “extranjeros arribistas”.

## Sinopsis
Don Jalil Farad es un próspero empresario libanés que lleva amistad, de largo tiempo, con una familia mexicana de abolengo pero venida a menos, los Veradada. Aunque los Veradada se consideran a sí mismos de clase alta, su economía se ha visto gravemente mermada por la molicie de todos sus miembros, pues ninguno de ellos trabaja con el fin de contribuir a sostener el tren de vida que pretenden aparentar. La familia la integran: don Guillermo Veradada, su esposa, doña Carmen Rivera de Veradada, la única hija, Martha además de la hermana de don Guillermo (Teresa) y el marido de ésta. Tanto la hermana de don Guillermo como su esposo son asiduos asistentes a los oficios religiosos, en todo consideran primero tanto los pareceres de la buena sociedad como los del sacerdote local que es su confesor.  
Don Jalil ha hecho varios préstamos considerables a don Guillermo con el fin de mantener a flote su situación económica, esto a pesar de que su familia considera indigno que se mezclen con “extranjeros arribistas” de quienes se burlan y desprecian.  Don Jalil y su esposa tienen un hijo, Selim, quien está secretamente enamorado de Martha, la hija de los Veradada. Martha y Selim se enfrentan constantemente pues ambos son orgullosos y con criterios y estilos de vida dispares. Selim es centrado, responsable, trabajador y pragmático, Martha es soñadora, vanidosa superflua y pendiente al máximo de la vida social y de las conveniencias de la sociedad.
Tras una serie de peripecias graciosas Selim y Martha admiten que se aman, cosa que al principio Martha se había negado incluso a sí misma por considerar que, al estar su familia en mala situación económica, los Farad podrían pensar de ella que sólo aceptaba a Selim por interés.

## Datos técnicos
El guion de la película lo escribió el argumentista Adolfo Fernández Bustamante, la dirección y adaptación la llevó a cabo Joaquín Pardavé y la fotografía Víctor Herrera. Fue musicalizada por Mario Ruiz Armengol y editada por Charles L. Kimball. El sonido estuvo a cargo de Howard Randall y Jesús González Gancy. Como resultado, el largometraje tuvo una duración de noventa y cinco minutos. El productor fue Gregorio Walerstein, el gerente de producción Alfredo Ripstein y el jefe de producción  Antonio Guerrero Tello.
Este filme ocupa el lugar 85.° dentro de la lista de las cien mejores películas del cine mexicano, según la opinión de veinticinco críticos y especialistas del cine en México, publicada por la revista Somos en julio de 1994.

## Reparto
Los actores principales fueron:
- Joaquín Pardavé: Jalil Farad
- Sara García: Suad Farad
- Emilio Tuero: Salim Farad
- José Morcillo: Guillermo Veradada
- Mimí Derba: Carmen Rivera de Veradada
- Manolita Saval: Martha
- Dolores Camarillo: Sofía
- Mimí Derba: Carmen
- Isabelita Blanch: Consolación
- Roberto Meyer: Escolástico